# Çorlulu Damat Ali Paixà
Çorlulu Damat Ali Paşa (Čorlu, 1670 - 1711) fou un gran visir otomà. D'orígens molt humils, fou adoptat per un cortesà d'Ahmet II, i després d'un temps va entrar al servei de palau, i va arribar a silahdar amb Mustafà II.
Va reorganitzar la jerarquia administrativa però el 1703, quan es va produir la revolució, fou apartat del seu càrrec per influència del shyakh al-islam Feyd Allah i del gran visir Rami Mehmed Pasha i va rebre el rang de visir. Ahmet III el va nomenar hubbe waziri (1703); va exercir com a valí de Trípoli del Líban (1704) i al cap de poc va retornar al càrrec d’hubbe waziri, fins que el 3 de maig del 1706 fou nomenat gran visir.
El 1708 va rebre el rang de damad, en casar-se amb Emine Sultan filla de Mustafà II. Va reduir la despesa de l'estat, va controlar els abusos dels militars i va millorar l'arsenal i la flota, però va deixar passar l'ocasió de reprendre Morea als venecians durant la guerra de Successió a Espanya i no va saber aprofitar la invasió d'Ucraïna per Carles XII de Suècia per donar-li suport i aturar a Rússia, pel que fou criticat. Després de la batalla de Poltava (8 de juliol de 1709), el rei suec va refusar els regals enviats pel gran visir al que retreia la manca de suport efectiu.
Va perdre la confiança del sultà i fou destituït el 16 de juny de 1710 i al cap d'uns mesos fou enviat a un virtual exili a Crimea com a governador de Feodòssia. Era a Mitilene a Lesbos, en ruta cap al seu govern quan fou executat (desembre del 1711). Fou enterrat al Čarshi Kapi a Istanbul.